# FORCE (LUNKHEADのアルバム)
『FORCE』（フォース）は、2007年6月27日にリリースされたLUNKHEAD4枚目のフルアルバムである。

## 概要
アルバム名の「FORCE」は、本来の意味である「力」の他、4枚目の「4th」にも掛けている。

## 収録曲
1. OTO（0分21秒）
イントロのみ
2. HEART BEATER（3分52秒）
3. ギグル（2分23秒）
4. 奇跡（3分49秒）
5. きらりいろ（4分00秒）
10thシングル収録曲
6. 夏の匂い（4分44秒）
8thシングル収録曲
7. パラドクサル（3分41秒）
8. 不安と夢（3分15秒）
9. ガラス玉（2分59秒）
10. 眠れない夜のこと（4分22秒）
11. ヘヴンズドア（4分50秒）
『G戦場ヘヴンズドア』（作：日本橋ヨヲコ）からインスパイアされている。
12. 僕らは生きる（5分01秒）
13. 桜日和（4分15秒）
9thシングル収録曲

- 作詞・作曲： 小高芳太朗 （#2 - 7、9 - 13）、石川龍・小高芳太朗 （#8）
- 編曲: ランクヘッド

## その他
- マル秘映像パート9が収録されている。